# NGC 3176
NGC 3176 est une entrée du New General Catalogue qui concerne un corps céleste perdu, ou inexistant dans la constellation de l'Hydre. Cet objet a été enregistré par l'astronome américain Ormond Stone en 1886.
Notons que Wolfgang Steinicke et la base de données HyperLeda identifient NGC 3176 à la galaxie spirale PGC 29907. Le professeur Seligman mentionne aussi cette galaxie, mais il spécifie qu'elle n'est probablement pas un objet du catalogue NGC. La base de données SIMBAD ne contient pas d'entrée qui correspond à NGC 3176.